# Élections législatives tibétaines de 1960

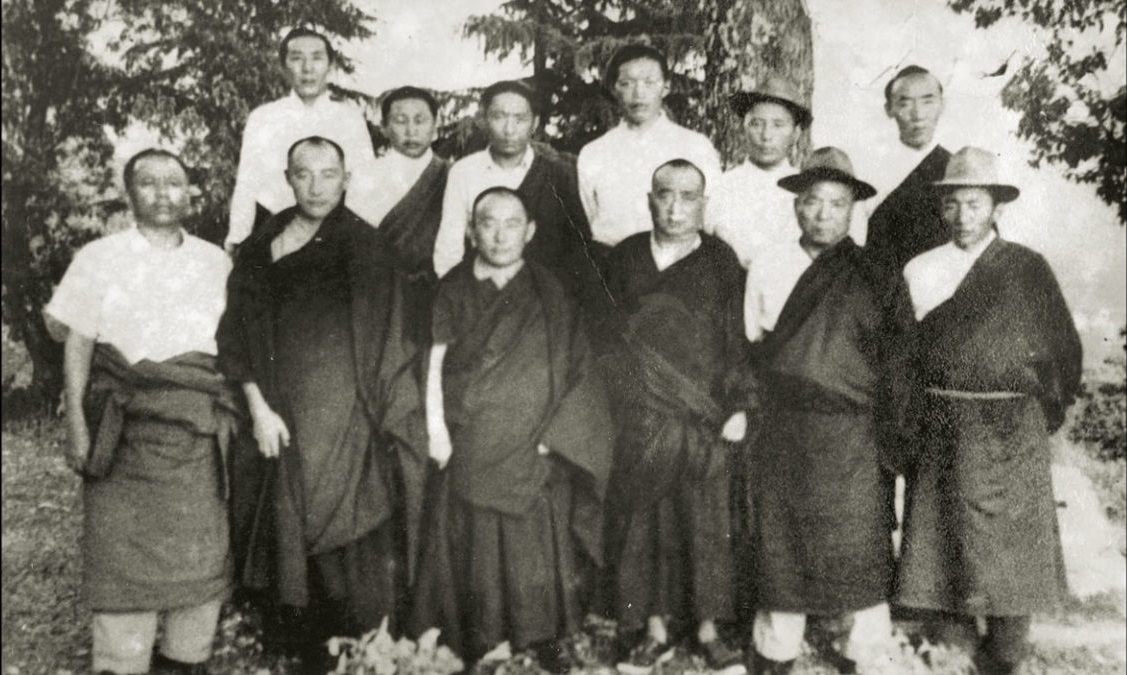
Les membres de la 1re Assemblée tibétaine. Rangée avant, de gauche à droite : Tsering Gonpo, Atro Rinpoché Karma Shenphen Choekyi Dawa, Tongkor Trulku Lobsang Jangchup, Lobsang Namgyal, Dorjee Pelsang, Tsultrim. Rangée arrière, de gauche à droite : Lobsang Nyendak, Tsewang Tamdin, Tsering Wangdue, Rinchen Tsering, Kalsang Damdul, Wangdu Dorje

Les Élections législatives tibétaines de 1960 furent les premières élections de la démocratie tibétaine. Alors qu'il avait envisagé un processus de démocratisation de la société tibétaine, le 14e dalaï-lama a annoncé un programme détaillé pour établir une Assemblée élue en janvier 1960, lors d’un voyage à Bodh-Gaya en Inde. Des élections ont été dûment tenues et la première Assemblée de députés élus de l’histoire du Tibet a pris ses fonctions le 2 septembre 1960 au Parlement tibétain en exil. Ce jour historique continue à être observé par la communauté tibétaine en exil comme le Jour de la Démocratie. Depuis lors, 15 Assemblées semblables se sont réunies,. 
Les membres de la 1re Assemblée tibétaine abolirent officiellement les titres héréditaires et les fonctions traditionnellement occupés par les aristocrates, les hiérarques bouddhistes et les chefs de tribus. Sous l'impulsion du dalaï-lama, ils substituèrent ainsi à l'ancien système féodale un système politique consacrant l'égalité de droits de tous les Tibétains.

## Liste des parlementaires de la1reAssemblée tibétaine
| Nombre (et position) | Membre                                    | Corps électoral ou tradition                                            |
| -------------------- | ----------------------------------------- | ----------------------------------------------------------------------- |
| 1                    | Karma Thubten                             | nyingmapa                                                               |
| 2                    | Jheshong Tsewang Tamdin                   | sakyapa                                                                 |
| 3                    | Atro Rinpoché Karma Shenphen Choekyi Dawa | kagyupa                                                                 |
| 4                    | Chiso Lobsang Namgyal                     | gelugpa                                                                 |
| 5                    | Samkhar Tsering Wangdu                    | Ü-Tsang                                                                 |
| 6                    | Tamshul Dhedong Wangdi Dorje              |                                                                         |
| 7                    | Phartsang Chukhor Kalsang Damdul          |                                                                         |
| 8                    | Drawu Rinchen Tsering                     | Kham (Dhotoe)                                                           |
| 9                    | Jangtsetsang Tsering Gonpo                |                                                                         |
| 10                   | Lobsang Nyendak Sadutshang                |                                                                         |
| 11                   | Alag Trigen Jamyang                       | Démission, remplacé par Tongkhor Trulku Lobsang Jangchub, Amdo (Dhomey) |
| 12                   | Gungthang Tsultrim                        |                                                                         |
| 13                   | Gyalrong Trichu Dorje Pelsang             |                                                                         |